# John Wishart
Pour les articles homonymes, voir John Wishart (statisticien) et Wishart.
John Wishart ou encore Wischeard, Ouschart, Oulchart était un noble écossais, baron de Pittarow, compagnon d'armes de Jeanne d'Arc il combattit avec les Français lors de la guerre de Cent Ans.

## Biographie
Il était surement le fils du cinquième baron de Pitarrow John Wishart de Pittarow ( ou Daberby Wishart of Pittarow ) ; il arriva en France et combattit avec Jeanne d'Arc lors du siège d'Orléans, étant venu d'Écosse avec 48 hommes d'armes et 105 archers. Il participa aux combats dès octobre 1428.
Il fit partie de la suite de Marguerite d'Écosse (1424-1445), fille aînée de Jacques Ier d'Écosse qui ayant épousé le dauphin à cinq ans faisait son premier voyage pour rencontrer le dauphin Louis.